# Mitteilungsverordnung
Die Mitteilungsverordnung ist eine im Jahr 1993 von der deutschen Bundesregierung mit Zustimmung des Bundesrats erlassene Rechtsverordnung. Sie verpflichtet deutsche Behörden und öffentlich-rechtliche Rundfunkanstalten, den Finanzbehörden bestimmte steuererhebliche Tatsachen mitzuteilen, ohne dass es eines vorherigen Ersuchens der Finanzbehörden bedarf (so genannte Kontrollmitteilungen).

## Mitteilungspflichten
Behörden müssen Zahlungen ab der Bagatellgrenze von 1500 € an dritte Personen mitteilen, es sei denn, der Zahlungsempfänger hat im Rahmen einer land- und forstwirtschaftlichen, gewerblichen oder freiberuflichen Haupttätigkeit gehandelt. Wurden im Rahmen der Zahlung bereits Steuern abgeführt, so besteht keine Pflicht zur Mitteilung (§ 2 Absatz 1). Außerdem müssen sie Verwaltungsakte mitteilen, die den Wegfall oder die Einschränkung einer steuerlichen Vergünstigung zur Folge haben könnten (§ 4 Absatz 1).
Die öffentlich-rechtlichen Rundfunkanstalten müssen mitteilen, welche Honorare sie für Leistungen freier Mitarbeiter gezahlt haben, wenn diese Leistungen in Zusammenhang mit der Vorbereitung, Herstellung oder Verbreitung von Hörfunk- und Fernsehsendungen erbracht wurden § 3 Absatz 1 Satz 1).
Weitere Mitteilungspflichten enthalten § 4a, § 5 und § 6.

## Inhalt der Mitteilungen bei Zahlungen
In Mitteilungen über Zahlungen sind gemäß § 8 Absatz 2 folgende Informationen anzugeben:
- anordnende Stelle
- Aktenzeichen
- Name, Vorname, Firma des Zahlungsempfängers
- Anschrift des Zahlungsempfängers
- Steuernummer des Zahlungsempfängers
- Geburtsdatum des Zahlungsempfängers
- Grund der Zahlung (Art des Anspruchs)
- Höhe der Zahlung
- Tag der Zahlung oder der Zahlungsanordnung

Der Zahlungsempfänger muss darüber informiert werden, dass eine Mitteilung an das Finanzamt erfolgt ist (§ 11, § 12).